# Julien Vervaecke
Julien Vervaecke (Dadizele, Moorslede, 3 de novembre de 1899 - Roncq, 24 de maig de 1940) va ser un ciclista belga que fou professional entre 1926 i 1935. Era germà del també ciclista Félicien Vervaecke.
En el seu palmarès destaquen dues etapes del Tour de França, cursa on fou tercer el 1927, la París-Roubaix de 1930 i la París-Brussel·les de 1932.
El maig de 1940 va ser afusellat per soldats polonesos al servei de l'exèrcit britànic. Llogater d'un cafè a Menen, s'havia negat a desallotjar casa seva, contràriament a les ordres dels anglesos que volien establir-hi un punt de resistència. Fou detingut i poc després afusellat a Roncq.

## Palmarès
- 1924
  - 1r a Menen
  - 1r a Loeve
- 1925
  - 1r del Circuit Francobelga
  - 1r del Circuit Miner i Metal·lúrgic del Nord
- 1926
  - 1r del Circuit Francobelga
- 1927
  - Vencedor d'una etapa al Tour de França
- 1928
  - 1r al Gran Premi Wolber
  - 1r del Circuit de Bèlgica
- 1929
  - 1r de la París-Lens
  - Vencedor d'una etapa al Tour de França
- 1930
  - 1r a la París-Roubaix
- 1931
  - 1r del Gran Premi Berchem-Oudenaarde
- 1932
  - 1r a la París-Brussel·les
- 1933
  - 1r del Critèrium de Berchem

## Resultats al Tour de França
- 1927. 3r a la classificació general i vencedor d'una etapa
- 1928. 5è a la classificació general
- 1929. 8è a la classificació general i vencedor d'una etapa
- 1931. 6è a la classificació general
- 1933. Abandona (7a etapa)

## Resultats al Giro d'Itàlia
- 1931. 11è a la classificació general